# The New York Observer
The New York Observer es un periódico semanal publicado por primera vez en la ciudad de Nueva York el 22 de septiembre de 1987, por Arthur L. Carter, un antiguo banquero de inversiones con intereses editoriales. El Observer se enfoca en cultura de la ciudad, las propiedades inmobiliarias, los medios de comunicación, la política y la industria editorial del entretenimiento. En julio de 2006 el periódico fue comprado y publicado desde entonces por la figura de bienes raíces estadounidense Jared Kushner. 
Es publicado cada miércoles. El equipo de redacción del periódico está dirigido por Ken Kurson junto a otros escritores y editores incluyendo a Rex Reed, Kara Bloomgarden-Smoke, Will Bredderman, Jill Jorgensen, Ross Barkan, Drew Grant, James Jorden, Joshua David Stein, M.H. Miller, Kim Velsey, Matthew Kassel, Christopher Pomorski, Faye Penn y Ben Ryder Howe.
Previamente los escritores incluían a Joe Conason, Alexandra Jacobs, Tom McGeveran, Peter M. Stevenson, Doree Shafrir, Hilton Kramer, Andrew Sarris, Richard Brookhiser, Michael M. Thomas, Michael Tomasky, John Heilpern, Robert Gottlieb, John Koblin, Tom Acitelli, Chris Shott, Nicole Brydson, Foster Kamer, Adrianne Jeffries, Nitasha Tiku, Jessica Roy, Nicholas von Hoffman y Steve Kornacki.

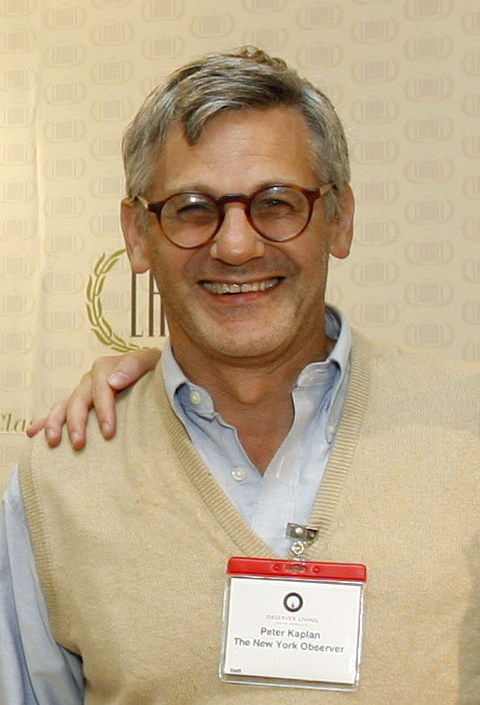
Peter Kaplan, anterior editor del Observer.

El periódico es quizás más conocido por la publicación de la columna de Candace Bushnell basada en la vida social de Manhattan, en la que se basó la serie de televisión Sex and the City. El cuarto y más antiguo editor del periódico, Peter Kaplan, dejó el periódico el 1 de julio de 2009. El editor interino Tom McGeveran fue reemplazado por Kyle Pope en 2009. Elizabeth Spiers desempeñó como editora de 2011 a 2012, seguida por el editor interino Aaron Gell. En enero de 2013, el publicador Jared Kushner nombrado Ken Kurson, un consultor político, periodista y autor, como el próximo editor del Observer.
El New York Observer afirma a los anunciantes que se distribuye a los consumidores más ricos de Manhattan, educados e influyentes, con un valor neto medio de su número de lectores de más de $ 1.7 millones y el 96 % de los lectores son graduados universitarios. Tiene una circulación de pago de 51 000. El Observer opera varios blogs: Betabeat, GalleristNY, Commercial Observer y PolitickerNJ, así como blogs de cultura, medios de comunicación, y bienes raíces en observer.com. Observer Media también gestiona varias publicaciones como YUE Magazine y el Mortgage Observer.